# Bermuda az 1992. évi nyári olimpiai játékokon
Bermuda a spanyolországi Barcelonában megrendezett 1992. évi nyári olimpiai játékok egyik részt vevő nemzete volt. Az országot az olimpián 4 sportágban 20 sportoló képviselte, akik érmet nem szereztek.

## Atlétika
Férfi
| Versenyző    | Versenyszám | Előfutam | Előfutam | Előfutam | Negyeddöntő | Negyeddöntő | Negyeddöntő | Elődöntő | Elődöntő | Elődöntő | Döntő   | Döntő    |
| Versenyző    | Versenyszám | Idő      | Hely.    | Össz.    | Idő         | Hely.       | Össz.       | Idő      | Hely.    | Össz.    | Idő     | Helyezés |
| ------------ | ----------- | -------- | -------- | -------- | ----------- | ----------- | ----------- | -------- | -------- | -------- | ------- | -------- |
| Troy Douglas | 400 m       | 46,02    | 1.       | 22.      | 45,67       | 3.          | 17.*        | 45,59    | 6.       | 12.*     | kiesett | kiesett  |

| Versenyző     | Versenyszám | Selejtező             | Selejtező             | Döntő    | Döntő    |
| Versenyző     | Versenyszám | Eredmény              | Helyezés              | Eredmény | Helyezés |
| ------------- | ----------- | --------------------- | --------------------- | -------- | -------- |
| Nick Saunders | Magasugrás  | érvényes ugrás nélkül | érvényes ugrás nélkül | kiesett  | kiesett  |
| Brian Wellman | Hármasugrás | 17,16 m               | 6.                    | 17,24 m  | 5.       |

Női
| Versenyző        | Versenyszám | Előfutam | Előfutam | Előfutam | Negyeddöntő | Negyeddöntő | Negyeddöntő | Elődöntő | Elődöntő | Elődöntő | Döntő   | Döntő    |
| Versenyző        | Versenyszám | Idő      | Hely.    | Össz.    | Idő         | Hely.       | Össz.       | Idő      | Hely.    | Össz.    | Idő     | Helyezés |
| ---------------- | ----------- | -------- | -------- | -------- | ----------- | ----------- | ----------- | -------- | -------- | -------- | ------- | -------- |
| Dawnette Douglas | 100 m       | 12,05    | 6.       | 41.      | kiesett     | kiesett     | kiesett     | kiesett  | kiesett  | kiesett  | kiesett | kiesett  |
| Dawnette Douglas | 200 m       | 25,03    | 5.       | 44.      | kiesett     | kiesett     | kiesett     | kiesett  | kiesett  | kiesett  | kiesett | kiesett  |

* - egy másik versenyzővel azonos időt ért el

## Lovaglás
Díjlovaglás
| Versenyző       | Ló       | Versenyszám | Selejtező | Selejtező | Selejtező | Selejtező | Selejtező | Selejtező | Selejtező | Selejtező | Selejtező | Selejtező | Selejtező  | Selejtező  | Döntő   | Döntő   | Döntő   | Döntő   | Döntő   | Döntő   | Döntő   | Döntő   | Döntő   | Döntő   | Döntő      | Helyezés |
| Versenyző       | Ló       | Versenyszám | 1. kör    | 1. kör    | 2. kör    | 2. kör    | 3. kör    | 3. kör    | 4. kör    | 4. kör    | 5. kör    | 5. kör    | Összesítés | Összesítés | 1. kör  | 1. kör  | 2. kör  | 2. kör  | 3. kör  | 3. kör  | 4. kör  | 4. kör  | 5. kör  | 5. kör  | Összesítés | Helyezés |
| Versenyző       | Ló       | Versenyszám | Pont      | Hely.     | Pont      | Hely.     | Pont      | Hely.     | Pont      | Hely.     | Pont      | Hely.     | Pont       | Hely.      | Pont    | Hely.   | Pont    | Hely.   | Pont    | Hely.   | Pont    | Hely.   | Pont    | Hely.   | Pont       | Helyezés |
| --------------- | -------- | ----------- | --------- | --------- | --------- | --------- | --------- | --------- | --------- | --------- | --------- | --------- | ---------- | ---------- | ------- | ------- | ------- | ------- | ------- | ------- | ------- | ------- | ------- | ------- | ---------- | -------- |
| Suzanne Dunkley | Highness | Egyéni      | 296       | 33.       | 299       | 26.       | 307       | 16.       | 286       | 34.       | 298       | 26.       | 1486       | 29.*       | kiesett | kiesett | kiesett | kiesett | kiesett | kiesett | kiesett | kiesett | kiesett | kiesett | kiesett    | 29.*     |

Lovastusa
| Versenyző     | Ló               | Versenyszám | Díjlovaglás | Díjlovaglás | Tereplovaglás | Tereplovaglás | Tereplovaglás | Díjugratás | Díjugratás | Végeredmény | Végeredmény |
| Versenyző     | Ló               | Versenyszám | Bünt.       | Hely.       | Bünt.         | Hely.         | Össz.         | Bünt.      | Hely.      | Bünt.       | Helyezés    |
| ------------- | ---------------- | ----------- | ----------- | ----------- | ------------- | ------------- | ------------- | ---------- | ---------- | ----------- | ----------- |
| Nicki DeSousa | Prairie King     | Egyéni      | 68,20       | 53.         | 107,60        | 48.           | 49.           | 10,00      | 24.        | 185,80      | 45.         |
| MJ Tumbridge  | Bermuda's Option | Egyéni      | 58,40       | 21.         | kizárták      | kizárták      | kiesett       | kiesett    | kiesett    | kiesett     | kiesett     |

* - egy másik versenyzővel azonos eredményt ért el

## Úszás
Férfi
| Versenyző                                     | Versenyszám          | Előfutam | Előfutam | Előfutam | Döntő   | Döntő   | Döntő   | Helyezés |
| Versenyző                                     | Versenyszám          | Idő      | Hely.    | Össz.    | Típus   | Idő     | Hely.   | Helyezés |
| --------------------------------------------- | -------------------- | -------- | -------- | -------- | ------- | ------- | ------- | -------- |
| Geri Mewett                                   | 50 m gyors           | 24,20    | 5.       | 44.      | kiesett | kiesett | kiesett | kiesett  |
| Geri Mewett                                   | 100 m gyors          | 53,14    | 3.       | 50.      | kiesett | kiesett | kiesett | kiesett  |
| Ian Raynor                                    | 100 m gyors          | 53,16    | 1.       | 51.      | kiesett | kiesett | kiesett | kiesett  |
| Ian Raynor                                    | 50 m gyors           | 24,23    | 6.       | 45.      | kiesett | kiesett | kiesett | kiesett  |
| Ian Raynor                                    | 100 m pillangó       | 59,03    | 1.       | 56.      | kiesett | kiesett | kiesett | kiesett  |
| Chris Flook                                   | 100 m mell           | 1:04,93  | 1.       | 33.      | kiesett | kiesett | kiesett | kiesett  |
| Chris Flook                                   | 200 m mell           | 2:24,85  | 2.       | 39.      | kiesett | kiesett | kiesett | kiesett  |
| Ian Raynor Mike Cash Craig Morbey Geri Mewett | 4 × 100 m gyorsváltó | 3:31,17  | 5.       | 15.      | kiesett | kiesett | kiesett | kiesett  |

Női
| Versenyző   | Versenyszám  | Előfutam | Előfutam | Előfutam | Döntő   | Döntő   | Döntő   | Helyezés |
| Versenyző   | Versenyszám  | Idő      | Hely.    | Össz.    | Típus   | Idő     | Hely.   | Helyezés |
| ----------- | ------------ | -------- | -------- | -------- | ------- | ------- | ------- | -------- |
| Jenny Smatt | 100 m mell   | 1:13,94  | 2.       | 28.      | kiesett | kiesett | kiesett | kiesett  |
| Jenny Smatt | 200 m mell   | 2:42,25  | 2.       | 32.      | kiesett | kiesett | kiesett | kiesett  |
| Jenny Smatt | 200 m vegyes | 2:29,29  | 1.       | 38.      | kiesett | kiesett | kiesett | kiesett  |

## Vitorlázás
Férfi
| Versenyző                 | Versenyszám    | Futam  | Futam | Futam | Futam | Futam | Futam | Futam | Pontszám | Helyezés |
| Versenyző                 | Versenyszám    | 1      | 2     | 3     | 4     | 5     | 6     | 7     | Pontszám | Helyezés |
| ------------------------- | -------------- | ------ | ----- | ----- | ----- | ----- | ----- | ----- | -------- | -------- |
| Ray DeSilva Blythe Walker | 470-es osztály | (44,0) | 25,0  | 24,0  | 27,0  | 38,0  | 32,0  | 26,0  | 172,0    | 30.      |

Női
| Versenyző   | Versenyszám | Futam | Futam | Futam | Futam  | Futam | Futam | Futam | Pontszám | Helyezés |
| Versenyző   | Versenyszám | 1     | 2     | 3     | 4      | 5     | 6     | 7     | Pontszám | Helyezés |
| ----------- | ----------- | ----- | ----- | ----- | ------ | ----- | ----- | ----- | -------- | -------- |
| Paula Lewin | Europe      | 22,0  | 25,0  | 21,0  | (26,0) | 22,0  | 23,0  | 26,0  | 139,0    | 21.      |

Nyílt
| Versenyző                | Versenyszám | Futam | Futam  | Futam | Futam | Futam | Futam  | Futam | Pontszám | Helyezés |
| Versenyző                | Versenyszám | 1     | 2      | 3     | 4     | 5     | 6      | 7     | Pontszám | Helyezés |
| ------------------------ | ----------- | ----- | ------ | ----- | ----- | ----- | ------ | ----- | -------- | -------- |
| Peter Bromby Paul Fisher | Csillaghajó | 16,0  | (26,0) | 22,0  | 19,0  | 21,0  | 24,0   | 17,0  | 119,0    | 19.      |
| Jay Kempe Reid Kempe     | Tornádó     | 25,0  | 20,0   | 25,0  | 26,0  | 26,0  | (29,0) | 23,0  | 145,0    | 20.      |